# Parafia św. Michała Archanioła w Kotorzu Wielkim
Parafia św. Michała Archanioła – rzymskokatolicka parafia z siedzibą przy ulicy Opolskiej 25 w Kotorzu Wielkim. Parafia należy do dekanatu Ozimek w diecezji opolskiej. 

## Historia parafii
Pierwsze informacje o parafii pochodzą z rejestru świętopietrza z 1447 roku w archiprezbiteracie oleskim. Obecny kościół parafialny został wybudowany w latach 1782–1784. Konsekracji dokonał 6 lipca 1800 roku, biskup E. Schimonsky. W parafii żywy jest kult św. Jana Nepomucena i św. Leonarda. Parafię prowadzą ją księża diecezjalni.
W latach 1887–1891 proboszczem parafii był ks. Rudolf Lubecki.

## Zasięg parafii
Do parafii należy około 2 500 wiernych (stan początek 2025 roku) z miejscowości: Kotórz Wielki, Kotórz Mały, Turawa i Marszałki.

### Inne kościoły, kaplice i domy zakonne
- klasztor Zgromadzenia Sióstr Służebniczek NMP Niepokalanie Poczętej w Kotorzu Wielkim[3].

### Szkoły i przedszkola
- Publiczna Szkoła Podstawowa w Kotorzu Małym,
- Publiczna Szkoła Podstawowa w Turawie (klasy I-III),
- Publiczne Przedszkole w Kotorzu Wielkim,
- Publiczne Przedszkole w Kotorzu Małym,
- Publiczne Przedszkole w Turawie[3].

## Duszpasterze

### Proboszczowie po 1945 roku
- ks. Alfred Dudek,
- ks. Rudolf Lodzig,
- ks. Józef Swolany,
- ks. Rajmund Kała,
- ks. Grzegorz Głogowski[4].

### Wikariusze po 1945 roku
- ks. Franciszek Onderska,
- ks. Leonard Gajda[3].

## Wspólnoty parafialne
- Caritas parafialny,
- Chór parafialny,
- Dzieci Maryi,
- Ministranci,
- III Zakon[5].